# جانشینی مثلثاتی
جانشینی مثلثاتی(به انگلیسی: Trigonometric substitution) در ریاضیات و در محاسبه انتگرال توابع به منظور ساده‌تر کردن توابع به کار می‌رود.مثلاً برای تبدیل عبارات رادیکالی و نمایی می‌توان از این تبدیل‌ها استفاده کرد.
- اگر انتگرال شامل عبارت a2 − x2 باشد:

{\displaystyle x=a\sin \theta \,}
و از اتحاد مثلثاتی زیر استفاده می کنیم:
{\displaystyle 1-\sin ^{2}\theta =\cos ^{2}\theta .\,}
- اگر انتگرال شامل عبارت a2 + x2, باشد:

{\displaystyle x=a\tan \theta \,}
از اتحاد مثلثاتی زیر استفاده می کنیم:
{\displaystyle 1+\tan ^{2}\theta =\sec ^{2}\theta .\,}
- گر انتگرال شامل عبارت x2 − a2, باشد:

{\displaystyle x=a\sec \theta \,}
از اتحاد مثلثاتی زیر استفاده می کنیم:
{\displaystyle \sec ^{2}\theta -1=\tan ^{2}\theta .\,}

## چند نمونه
انتگرال‌های شامل g a2 − x2 
در انتگرال زیر:
{\displaystyle \int {\frac {dx}{\sqrt {a^{2}-x^{2}}}}}
می توان از روابط مثلثاتی زیر استفاده کرد:
{\displaystyle x=a\sin(\theta ),\quad dx=a\cos(\theta )\,d\theta ,\quad \theta =\arcsin \left({\frac {x}{a}}\right)}
{\displaystyle {\begin{aligned}\int {\frac {dx}{\sqrt {a^{2}-x^{2}}}}&=\int {\frac {a\cos(\theta )\,d\theta }{\sqrt {a^{2}-a^{2}\sin ^{2}(\theta )}}}=\int {\frac {a\cos(\theta )\,d\theta }{\sqrt {a^{2}(1-\sin ^{2}(\theta ))}}}\\[8pt]&=\int {\frac {a\cos(\theta )\,d\theta }{\sqrt {a^{2}\cos ^{2}(\theta )}}}=\int d\theta =\theta +C=\arcsin \left({\frac {x}{a}}\right)+C\end{aligned}}}
باید توجه داشت که در نمونه فوق باید همواره a> 0 
نکته دیگر تغییر حدود انتگرال برای  انتگرال‌های معین است.مثلاً اگر x از 0 تا a/2 تغییر کند،sin(θ) از 0 تا 1/2 تغییر می‌کند ،در نتیجه θ از 0 تا π/6 تغییر می‌کند:
{\displaystyle \int _{0}^{a/2}{\frac {dx}{\sqrt {a^{2}-x^{2}}}}=\int _{0}^{\pi /6}d\theta ={\frac {\pi }{6}}.}